# María Teresa Fernández de la Vega
Maria Teresa Fernández de la Vega Sanz (Valencia, 15 giugno 1949) è una politica spagnola.
È stata la prima donna vicepresidente del consiglio in Spagna, dal 18 aprile 2004 al 20 ottobre 2010.

## Studi e carriera
Laureata in giurisprudenza all'Università Complutense di Madrid, ha ottenuto il dottorato a Barcellona. Entrata nel Cuerpo de Secretarios Jurídicos Laborables, dal 1982 al 1985 è stata capo di gabinetto del Ministero della Giustizia, quando è stata nominata direttrice generale di servizi all'interno del medesimo dicastero.
Nel 1986 Fernández de la Vega ha fatto parte del comitato di cooperazione giuridica del Consiglio d'Europa. Nel 1990 è entrata nella magistratura, fino a diventare segretaria di stato per la Giustizia nel 1994, su nomina dell'allora ministro Juan Alberto Belloch.
In seguito si è dedicata alla politica e nel 1996 è stata eletta deputata tra le file del PSOE (Partito Socialista Operaio Spagnolo) per il collegio di Jaén, diventando anche segretaria generale del partito. Nella successiva legislatura (2000) Fernández de la Vega è stata rieletta nel collegio di Segovia ed ha ricoperto la carica di segretaria generale del gruppo parlamentare socialista.
Nelle successive elezioni politiche del 14 marzo 2004 Fernández de la Vega è stata ulteriormente confermata grazie ai voti ottenuti nel collegio di Madrid. In seguito alla vittoria elettorale del PSOE e alla formazione del governo socialista, il 18 marzo successivo José Luis Rodríguez Zapatero l'ha nominata primo vicepresidente del governo e ministro della Presidenza.
María Teresa Fernández de la Vega è stata la prima donna a presiedere un consiglio dei ministri nella storia di Spagna, fatto avvenuto il 24 maggio 2004 in occasione di una visita all'estero del premier Zapatero.